# Cupra Marittima
Cupra Marittima är en ort och kommun i provinsen Ascoli Piceno i regionen Marche i Italien. Kommunen hade 5 361 invånare (2018).
Kommunen har fått sitt namn från Cupra Maritima en av picenernas städer under antiken.